# Toast to Freedom
„Toast to Freedom“ ist ein Song, der Amnesty International gewidmet ist. Er wurde von Carl Carlton und Larry Campbell geschrieben, unter Mitwirkung von ca. 50 Musikern aus aller Welt aufgenommen und von Amnesty International am 3. Mai 2012 weltweit veröffentlicht.

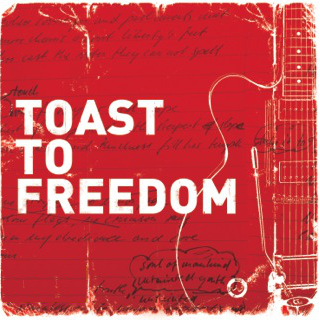

## Geschichte
Amnesty International beendete am 3. Mai 2012 offiziell die Feierlichkeiten ihres 50-jährigen Jubiläums mit der Veröffentlichung von „Toast to Freedom“, einem exklusiv für Amnesty International komponierten und aufgenommenen Lied. Musik und Text schrieben die beiden Gitarristen und Produzenten Carl Carlton (Robert Palmer, Eric Burdon, Keb’ Mo’ u. a.) und Larry Campbell (Levon Helm Band, Bob Dylan, Elvis Costello u. a.). Die Idee zu „Toast to Freedom“ stammte von Carlton und dem Entrepreneur Jochen Wilms, der in Zusammenarbeit mit Bill Shipsey, dem Begründer von Art for Amnesty, dieses Projekt auf die Beine stellte. Art for Amnesty ist eine global arbeitende Organisation, die Musiker, Schauspieler und Künstler aus aller Welt zusammen bringt, um Amnesty International auf vielerlei Art zu unterstützen.
„Wir hatten die Idee zu diesem Song, als wir an einem Tag im November 2010 draußen in meinem Garten außerhalb von Dublins saßen,“ berichtete Shipsey dem britischen Observer. „Carl Carlton hatte mich besucht und erzählt, dass er gerne etwas machen würde, um den fünfzigsten Geburtstag von Amnesty International zu feiern.“
Der Titel „Toast to Freedom“ geht zurück auf einen Trinkspruch auf die Freiheit (engl.: toast to freedom), den zwei Studenten 1961 in einer Kneipe in Lissabon aussprachen und dafür für sieben Jahre ins Gefängnis geworfen wurden. Als der englische Anwalt Peter Benenson davon erfuhr, verfasste er im Mai 1961 in der britischen Tageszeitung The Observer den „Appeal for Amnesty 1961“, der von Zeitungen auf der ganzen Welt abgedruckt wurde, und legte damit den Grundstein für eine weltweite Bewegung mit mehr als drei Millionen Unterstützern, Mitgliedern und Aktivisten in mehr als 150 Ländern und Territorien.

## Die Aufnahmen

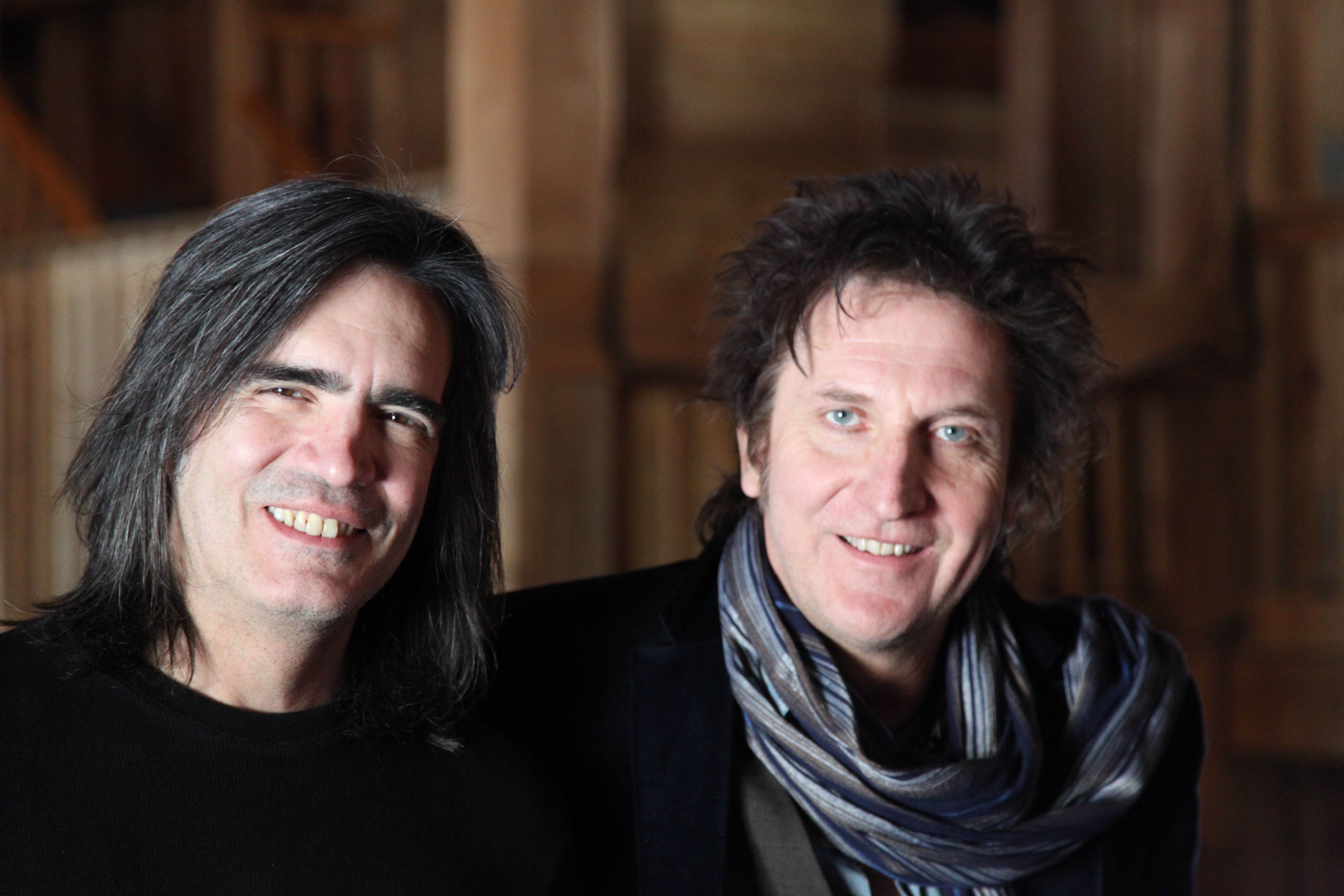
Die Komponisten Larry Campbell und Carl Carlton, Januar 2011

Im Frühling 2011 schrieben Carl Carlton und Larry Campbell in fünf Tagen in einem New Yorker Hotel „Toast to Freedom“. Die Basis-Tonspuren wurden von Carl Carltons Band The Songdogs und von international bekannten Musikern wie z. B. dem Steely Dan-Keyboarder Donald Fagen und Levon Helm und anderen in Helms Studio The Barn in Woodstock, NY, aufgenommen. Wilms konnte zudem Bob Clearmountain, der unter anderem schon als Produzent für The Who, Paul McCartney, Rolling Stones, Bruce Springsteen und viele andere gearbeitet hat, auch für dieses Projekt als Produzent gewinnen.
Als die Basis-Aufnahmen fertig waren, rekrutierten Wilms, Carlton and Campbell knapp 50 unterschiedliche Sänger- und Sängerinnen aus verschiedenen Kontinenten, Ländern und Genres – von Taj Mahal bis Marianne Faithfull, von Carly Simon bis Kris Kristofferson oder Schauspieler Ewan McGregor und viele andere.
Der Gastgeber im Studio The Barn, Levon Helm, erlebte die Veröffentlichung des Songs nicht mehr. Er verstarb am 19. April 2012 nach langer, schwerer Krankheit. Levon Helm war, wie Jochen Wilms in einer Presseerklärung von Amnesty International vom 2. Mai 2012 formulierte, wohl die größte Inspiration für die Musiker und das gesamte Team gewesen: „Der Song ‚Toast to Freedom’ ist natürlich Amnesty International gewidmet, aber er könnte genauso gut ‚Toast to Levon’ heißen, um diesen Mann zu ehren, dessen Name für die Begriffe Wahrheit, Herzblut und Seele steht, genauso wie Amnesty International und unser ‚Toast-To-Freedom’-Projekt. Wir vermissen ihn sehr und werden ihn nie vergessen.“
Bill Shipsey von Art for Amnesty äußerte sich ebenfalls zu Levon Helm und seiner Rolle in diesem Projekt: „Für die Millionen Mitglieder von Amnesty Internation auf der ganzen Welt möchte ich sagen, dass wir Levon Helm für seine künstlerischen Beiträge und seine generöse Unterstützung unendlich dankbar sind. Sie werden unsere wichtige, oft Leben rettende Arbeit auf der ganzen Welt nachhaltig verändern und wir stehen tief in seiner Schuld. Die beste Art, um diese Schuld zurückzuzahlen, wird die Fortsetzung unserer Arbeit sein. Levon Helm und die knapp 50 international ausgewählten Musiker haben ein Stück magische Musik geschaffen – für Amnesty. Dies passiert, wenn Güte und Liebe mit Freundlichkeit und Kunst kombiniert werden. Dann entsteht Schönheit und Kraft und führt zu einer Wahrheit ohne Waffen – immer noch das kraftvollste Phänomen dieses Universums“.

## Veröffentlichung
„Toast to Freedom“ wurde am Donnerstag, dem 3. Mai 2012, veröffentlicht – am World Press Freedom Day – und durch eine innovative, globale Kampagne, in der die Botschaft zum Schutz der Menschenrechte im Fokus steht, verbreitet. Eine eigene „Toast to Freedom“- Internet-Seite und Anbindungen an die Social Networks wie Facebook, Twitter und YouTUbe wurden angelegt – mit Links zu den Internet-Seiten von Amnesty International und allen mitwirkenden Künstlern. Der Song „Toast to Freedom“ ist über die üblichen Online-Bezugsquellen weltweit erhältlich, der Gewinn kommt Amnesty International zugute.
Außerdem ist „Toast to Freedom“ in einer großen Auswahl verschiedener Audio-Mischungen sowohl für die ungekürzte als auch die kürzere Radio-Version erhältlich. Geplant sind auch weitere Mix-Versionen für die verschiedensten Regionen der Welt – z. B. für Südamerika, Afrika, Australien, Asien, Europa und USA.
Jeder Abschnitt dieser internationalen Produktion wurde von der Filmemacherin Natalie Johns, die durch ihre Arbeit beispielsweise mit Jay-Z, Peter Gabriel und The Rolling Stones bekannt ist, und ihrem Team von Dig For Fire eingefangen. Ihr Video-Clip „Toast to Freedom“ und eine „Make-Of“-Dokumentation erschienen parallel zur Veröffentlichung des Songs.

## Mitwirkende
Künstler
Amy Helm, Angélique Kidjo, Arno, Axelle Red, Bertha Blades, The Blind Boys of Alabama, Carl Carlton, Carly Simon, Christine & The Queens, Christophe Willem, David D’Or, Donald Fagen, Emmanuel Jal, Eric Burdon, Essie Jain, Ewan McGregor, Florent Pagny, Gentleman, Jane Birkin, Jerry “Wyzard” Seay, Jimmy Barnes, John Leventhal, JP Nataf, Keb Mo, Kris Kristofferson, Larry Campbell, Levon Helm, Mahalia Barnes, Marianne Faithfull, Matthew Houck, Max Buskohl, Moses Mo, Nacho Campillo, Pascal Kravetz, Rosanne Cash, Shawn Mullins, Sir Samuel, Sonny Landreth, Sussan Deyhim, Taj Mahal, Teresa Williams, Vida Simon, Warren Haynes, Wayne P. Sheehy, Zackary Alford
Produktion
Produktionsleitung: Bill Shipsey, Jochen Wilms

Produzent: Bob Clearmountain

Co-Produzenten: Carl Carlton, Larry Campbell

Ton-Ingenieur: Justin Guip

## Verbreitung
„Toast to Freedom“ wurde am selben Tag seiner Veröffentlichung (3. Mai 2012) parallel in USA und Russland auch live vorgestellt. Während in Russland in der Late-Night-Show „Evening Urgant“ Pavel Artemiev und Jenia Lubich zusammen mit der A-cappella/Beatbox-Gruppe The Jukebox Trio ihre „Svoboda“ (russisch für Freiheit) genannte Version aufführten, trat in der „Tonight Show with Jay Leno“ eine All-Star-„Art for Amnesty“-Band auf. Angeführt von den Komponisten des Songs, Larry Campbell und Carl Carlton, waren Künstler wie Kris Kristofferson, Shawn Mullins, Theresa Williams, Essie Jain und Jonny Lang Teil der Besetzung.
„Toast to Freedom“ erfuhr seitdem weltweit sehr gute Kritiken, u. a. pries die New York Times den Song als „Herz erwärmende Single“ und die britische The Sun nominierte ihn als „Single der Woche“. Auf Internetseiten bekannter Musiker wird „Toast to Freedom“ ebenfalls positiv erwähnt, insbesondere bei den Künstlern, die schon lange Amnesty International zur Seite stehen, wie U2, Peter Gabriel, Sting und R.E.M.
„Toast to Freedom“  wurde auch als Teil des musikalischen Abendprogramms der Veranstaltung „Electric Burma“ in Dublin aufgeführt, bei der am 18. Juni 2012 im Bord Gáis Energy Theatre der burmesischen Freiheitskämpferin und Friedensnobelpreisträgerin Aung San Suu Kyi der Ambassador of Conscience Award verliehen wurde. Mit diesem Preis ehrt Amnesty International Menschen, die Außergewöhnliches im Kampf für die Menschenrechte geleistet haben. Aung San Suu Kyi war erst 2010 aus ihrem 15-jährigen Hausarrest entlassen worden. An der Performance rund um die Preisverleihung waren berühmte Künstler aus den Bereichen Musik, Film, Kunst und Tanz beteiligt, unter ihnen Bob Geldof, Bono, Damien Rice, Angelique Kidjo, Lupe Fiasco, Vanessa Redgrave, Jack Gleeson (von HBOs Game of Thrones), Singer/Songwriter Yungchen Lhamo aus Tibet, Geigerin Sarah Nemtanu, Cellistin Vyvienne Long, Pianist Romain Descharmes, Riverdance aus Irland und andere. Carl Carlton, der neben Bono Musical Director der Veranstaltung war, wird mit den Worten zitiert: “Es ist für mich eine sehr große Ehre, ‘Toast to Freedom’ gerade für Aung Saan Su Kyi zu spielen. Sie steht für all das, an das ich glaube und wofür ich kämpfe und schreibe. Sie ist nicht nur eine Lichtgestalt für sich selbst, sondern verleiht jeder Seele in diesem Universum ihre Stimme im Namen der Menschenrechte. Gerade sie verkörpert den Spirit von ‘Toast To Freedom’ wie kaum eine andere Person.”

## Cover-Versionen
In mehreren Ländern der Welt sind Cover-Versionen von „Toast to Freedom“ entstanden. Jochen Wilms wird in der Pressemitteilung, die Amnesty International am 22. Mai veröffentlicht hatte, mit den Worten zitiert: „Ich bin überrascht, wie viele Musiker mich kontaktet haben, um mit ihrer eigenen Version von „Toast to Freedom“ Teil dieser Initiative werden können.“ Unter ihnen war der russische Hip-Hop-Musiker Vasily Vakulenko, zurzeit einer der erfolgreichsten Musiker überhaupt in Russland und bekannt für seine sozialkritischen Texte. Als sein Alter-Ego Basta veröffentlichte er im Mai 2012 „Svoboda“ (russisch für Freiheit) und verschmolz darin eigene Texte mit Samples des Originals von „Toast to Freedom“. Neben Basta haben sich prominente, junge russische Musiker an den Ton- und Video-Aufnahmen zu „Svoboda“ beteiligt, unter anderen Tati, Billy Novik und die Rapper Smoky Mo und Slovetsky. Der renommierte russische Musikjournalist Boris Barabanov und Bill Shipsey von Art for Amnesty produzierten „Svoboda“ mit, letzterer wird von Amnesty International mit dem Statement zitiert, dass „der Hunger nach Freiheit und Menschenrechten in Russland greifbarer ist als wir uns das aus der Ferne vorstellen können.“

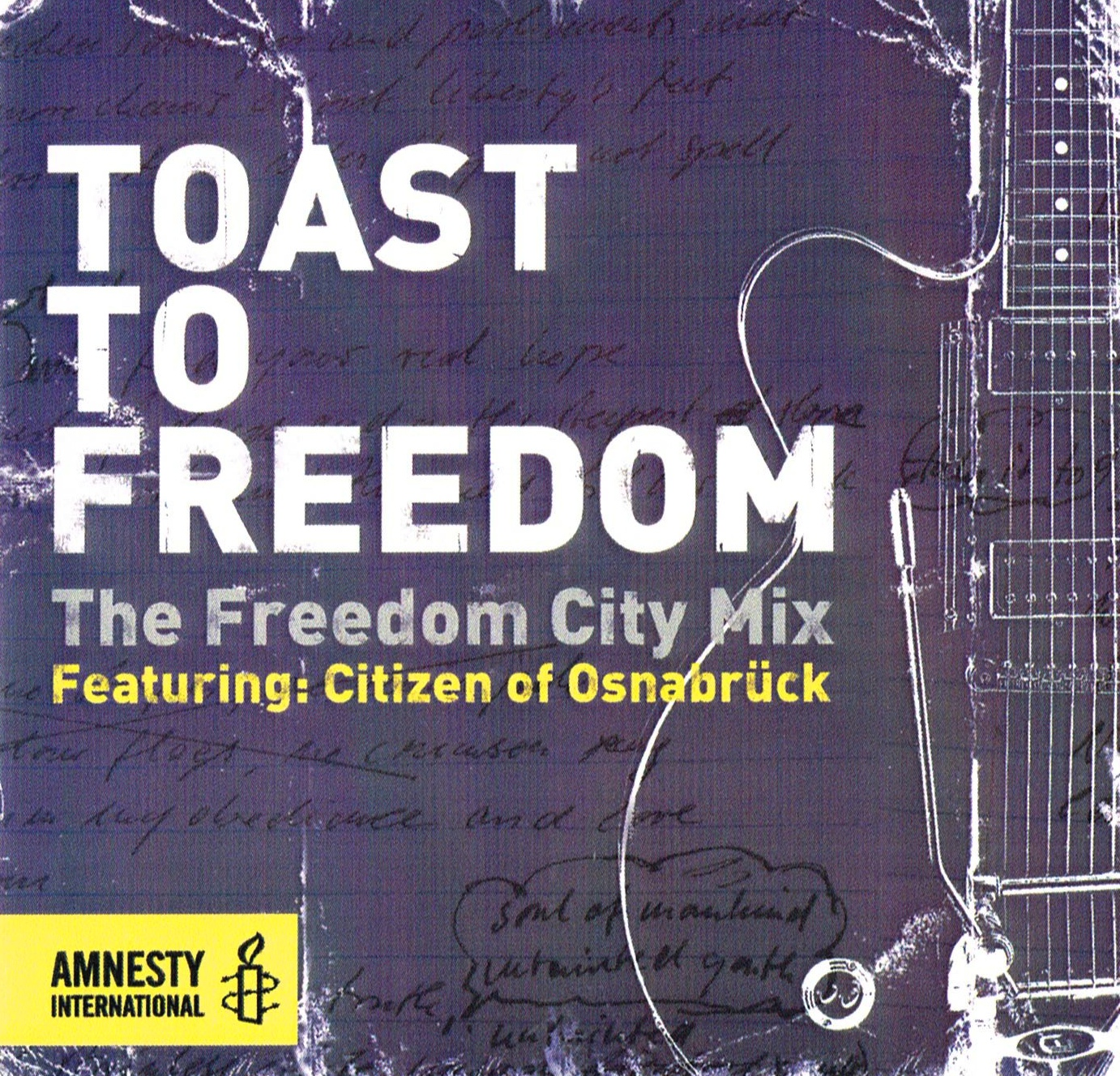

Ebenfalls noch im Mai nahmen Studenten der Hochschule Osnabrück eine weitere Version von „Toast to Freedom“ auf. Angeregt durch den Musiker/Journalisten Heinz Rebellius und organisiert vom Leiter des Instituts für Musik, Martin Behrens, waren neben den Musikstudenten auch bekannte Osnabrücker Musiker wie Heaven (Die angefahrenen Schulkinder) und Toscho Todorovic (Blues Company), aber auch das Osnabrücker Symphonie-Orchester und Profimusiker wie Thorsten HazE Haas und Wolf Simon an den Aufnahmen beteiligt. Zudem wurden mehrere Tausend Osnabrücker Besucher des Straßenfestes „Maiwoche“ aufgezeichnet, wie sie in den Chorus zu diesem Song einstimmten. Die Osnabrücker Version „Toast to Freedom – The Freedom City Mix“ ist im Dezember 2012 veröffentlicht worden, zusammen mit einem ebenfalls von den Studenten erstellten Videos.
Parallel zur Veröffentlichung von „Toast to Freedom“ hatte Amnesty International im Mai 2012 in einem Wettbewerb Musiker weltweit aufgerufen, eigene Interpretationen der Menschenrechtshymne einzuschicken. Aus den vielen Einsendungen kürte die Jury im Oktober 2012 einstimmig „Toast to Freedom – the Berlin Mix“ der jungen Berliner Künstlerin Luca als Sieger-Beitrag, in dem die Sängerin nur von ihrer Schwester Maria am Cello und rudimentären Akustikgitarren- und Bass-Fragmenten begleitet wird. „Die Botschaft des Originals, in dem es um die Freiheit jedes einzelnen und die Wahrung der Menschenrechte weltweit geht, wird in Lucas Version von 'Toast to Freedom' auf eine sehr persönliche Art vermittelt,“ begründete Komponist Carl Carlton in der Pressemitteilung von Amnesty International das Urteil der Jury und führt weiter aus: „Wir haben das Original dieses Songs damals durch den Einsatz vieler Musiker kraftvoll und bunt gestaltet, um dem multikulturellen Anspruch an Freiheit und Menschenrechte gerecht zu werden. Dagegen wirkt Lucas Version verletzlich und sensibel, aber in ihrer Botschaft dennoch ganz konkret. Da ist eine junge Frau, die alleine der großen Welt sagen will, dass der Kampf für Freiheit und Menschenrechte direkt vor unserer Haustür stattfindet, Tag für Tag.“ Und ebenfalls in der Pressemitteilung von Amnesty International wird Jochen Wilms zitiert: „Lucas ‚Toast to Freedom’ bereichert die ‚Toast-To-Freedom’-Künstlerinitiative um eine neue Dimension. Die Musikerin hat ihre Version im Alleingang in Berlin aufgenommen und zusammen mit dem jungen Berliner Kameramann Daniel Devecioglu und Co-Regisseur Tom Richter zusätzlich noch ein eigenes Video produziert. Eine gleichermaßen professionelle wie berührende Produktion!“
Die Punk-Bands Anti-Flag, Donots, Bernd von den Beatsteaks und Ian von Billy Talent veröffentlichten im Februar 2013 eine weitere Cover Version von Toast To Freedom.